# マスコットキャラクター一覧
マスコットキャラクター一覧（マスコットキャラクターいちらん）では、日本の企業、スポーツ、商品などのマスコット、ゆるキャラ、萌えキャラのうち、主なキャラクターを述べる。
- ディズニーのキャラクターに関してはディズニーキャラクターを参照。
- サンリオのキャラクターに関してはサンリオキャラクターを参照。
- スポーツのマスコットキャラクターに関してはスポーツのマスコットキャラクター一覧を参照。
- テレビ関連のマスコットキャラクターに関してはテレビ関連のマスコットキャラクター一覧を参照。
- 官公庁のマスコットキャラクターに関しては官公庁のマスコットキャラクター一覧を参照。
- 神奈川県マスコットキャラクター関しては神奈川県のマスコットキャラクター一覧を参照。
- 大阪府マスコットキャラクターに関しては大阪府のマスコットキャラクター一覧を参照。
- ローカルヒーローに関してはCategory:ローカルヒーローを参照。
- 大学のマスコットキャラクターに関しては大学のマスコットキャラクター一覧を参照。

## 食品

### お菓子
| キャラクター名                                                                    | 企業/商品                                     | 備考                                                                     |
| --------------------------------------------------------------------------------- | --------------------------------------------- | ------------------------------------------------------------------------ |
| 赤太郎                                                                            | 赤福                                          |                                                                          |
| うすかわくん                                                                      | 柏屋/薄皮饅頭                                 |                                                                          |
| うまえもん・うまみちゃん                                                          | やおきん/うまい棒                             |                                                                          |
| エンゼル                                                                          | 森永製菓                                      |                                                                          |
| おばあちゃん（名称未公表）                                                        | 亀田製菓/おばあちゃんのぽたぽた焼             |                                                                          |
| おれゴリラ                                                                        | 明治製菓（現・明治）/アンクルトム             |                                                                          |
| 女の子（名称未公表）                                                              | 林一二/センタンチョコバリ                     |                                                                          |
| カールおじさん・ぼうや・ケロ太                                                    | 明治/カール                                   |                                                                          |
| 柿兵衛                                                                            | 日の出屋製菓産業/しろえびせんべい             |                                                                          |
| カバガラス・カバヤギ・カババト・カバおやじ・カバロボ1号・カバウマ・カバジャージー | カバヤ食品                                    |                                                                          |
| ガリガリ君・シャリシャリ君・ガリ子ちゃん                                          | 赤城乳業/ガリガリ君・シャリシャリ君           |                                                                          |
| キョロちゃん                                                                      | 森永製菓/チョコボール                         |                                                                          |
| クララ                                                                            | 森永製菓/ビスケットシリーズ                   |                                                                          |
| ハイチュウキング                                                                  | 森永製菓/ハイチュウ                           |                                                                          |
| コアラのマーチくん・コアラのワルツちゃん                                          | ロッテ/コアラのマーチ                         |                                                                          |
| 小梅ちゃん                                                                        | ロッテ/小梅                                   |                                                                          |
| コンポタくん                                                                      | リスカ/コーンポタージュスナック               |                                                                          |
| ステラおばさん                                                                    | アントステラ                                  |                                                                          |
| チャッキー・黒あめマン                                                            | 春日井製菓                                    |                                                                          |
| でんちゃん・でんこちゃん                                                          | でん六                                        |                                                                          |
| とと丸                                                                            | 森永製菓/おっとっと・スーパーおっとっと       |                                                                          |
| ねるね                                                                            | クラシエ/ねるねるねるね                       |                                                                          |
| バリンボリン                                                                      | 栗山米菓/ばかうけ                             |                                                                          |
| ヒーおばあちゃん                                                                  | 湖池屋/カラムーチョ                           |                                                                          |
| ヒーヒーおばあちゃん                                                              | 湖池屋/すっぱムーチョ                         |                                                                          |
| ポリンキートリオ                                                                  | 湖池屋/ポリンキー                             |                                                                          |
| ドンタコスおじさん                                                                | 湖池屋/ドンタコス                             |                                                                          |
| カリサクくん・濃厚人面犬                                                          | 湖池屋/スコーン                               |                                                                          |
| ビスコ坊や                                                                        | 江崎グリコ/ビスコ                             | パッケージに男の子の顔が描かれている                                     |
| ピンキーモンキー・フレッシュモンキー                                              | 湖池屋/ピンキー                               |                                                                          |
| ブラックモンスター                                                                | 竹下製菓/ブラックモンブラン                   |                                                                          |
| プリングルズおじさん                                                              | ケロッグ・森永製菓/プリングルズ               |                                                                          |
| ホシオくん                                                                        | おやつカンパニー/ベビースターラーメン         | 長年親しまれたチャイナ服のキャラクター「ベイちゃん・ピーちゃん」から変更 |
| 暴君ハバネロ・暴君ベビネロ・大魔王ジョロキア                                      | 東ハト/暴君ハバネロシリーズ                   |                                                                          |
| 星ベソくん・星ベソママ・星ベソパパ                                                | 栗山米菓/星たべよ                             |                                                                          |
| ポテト坊や・ポテくん                                                              | カルビー/ポテトチップス                       |                                                                          |
| ホワミル                                                                          | 三幸製菓/雪の宿                               |                                                                          |
| マクロビちゃん                                                                    | 森永製菓/マクロビ派シリーズ                   |                                                                          |
| 陸上選手ゴールインマーク                                                          | 江崎グリコ/グリコ                             |                                                                          |
| Mr.メントス                                                                       | クラシエフーズ/メントス                       |                                                                          |
| 陣太鼓くん                                                                        | お菓子の香梅/誉の陣太鼓                       |                                                                          |
| 梅之輔                                                                            | お菓子の香梅/武者がえし                       |                                                                          |
| パンダアザラシ                                                                    | おやつカンパニー/ベビースターラーメンおつまみ |                                                                          |
| わしゃビーフ                                                                      | 山芳製菓/わさビーフ                           |                                                                          |

### 食品
- こぶた（エースコック）[1]　(1959年4月～現在(四代目))
- マルちゃん（東洋水産）[2]
- ちびっこ（日清坊や）（日清食品/チキンラーメン（1967年 - 1990年）[3]）
- 出前坊や（日清食品/出前一丁[4]）
- UFO仮面ヤキソバン（日清食品/日清焼そばU.F.O.（1993年 - 1994年））
- UFOガール ヤキソバニー（日清食品/日清焼そばU.F.O.（1995年））
- U.F.O.仮面ヤキソボーイ（日清食品/日清焼そばU.F.O.（2017年 - ）[5]）
- ひよこちゃん（チキラーズ）（日清食品/チキンラーメン（1990年 - ）[3]）
- どんぎつね（日清食品/どん兵衛）(2017年‐2022年[6])
- カレーメシくん（日清食品/カレーメシ[7]）
- チャルメラおじさん（明星食品/チャルメラ）(1966年‐[8])
- すずネコ（明星食品/チャルメラ）
- とびっこ（イトメン）
- 金ちゃん（徳島製粉）
- ケンミン坊や（ケンミン食品）
- やじさんときたさん（ヤマサちくわ）
- さっちゃん（ヤマサ蒲鉾）
- てっちゃん（カネテツデリカフーズ）
- ソーセージおじさん（米久）
- ハムリンズ（日本ハム）
  - ハミュー、ソーセージータ、ベーコロン、ヤキベータ、ミーコロン
- 元気マン（マルキン食品/元気納豆）
- パワーキッズ（丸美屋）
- バンコ（日本食研）
- ブルドック（ブルドックソース）
- マルコメ君（マルコメ）マルコメ「料亭の味」CMシリーズも参照。
- たぬぷ〜店長（奥野食品/たぬみせ東京納豆）
- み子ちゃん（神州一味噌）
- やまじシスターズ（小原久吉商店）
  - みったん、やまじちゃん、和歌ちゃん、宮ちゃん
- みるる（よつ葉乳業[9]）
- きのこ組（ホクト）
- 雪ちゃん（雪国まいたけ）
- 北海道米キャラクター（北海道米販売拡大委員会）
  - きららちゃん（きらら397）
  - ななちゃん（ななつぼし）
  - ほっしー（ほしのゆめ）
- メロン熊（夕張市・北海道物産センター夕張店）
- キューピー（キユーピー）
- たらこキユーピー（キユーピー/あえるパスタソース・たらこ）たらこ・たらこ・たらこも参照。
- おおもりススム（味の素/ごはんがススムくん）
- レイミーととお太（日本冷凍食品協会）
- スージーちゃん（山崎製パン）
- ニックン、セイチャン（日世）
- ヤマク君（ヤマクみそ）
- ザ・セサミブラザーズ（真誠）
- リョーちゃん（リョーユーパン）
- 焼そば田むし男 （名城食品/むし焼きそば）
- パパイヤボーイ（宮崎パパイア商事（宮崎県東諸県郡国富町にある青パパイアを使った食品や石鹸を販売する会社））
- かわりみ千兵衛（ふくや）
- チー坊（チチヤス乳業）
- クレアおばさん（江崎グリコ/クレアおばさんシリーズ）
- キウイブラザーズ（ゼスプリ・インターナショナル・ジャパン）
- シスコン坊や・シスコン王子（日清シスコ）
- しのぶちゃん・Q太くん・エピちゃん（シノブフーズ）

## 飲料

### 牛乳・豆乳・乳飲料・乳酸菌飲料
| キャラクター名                                                 | 企業/商品                                                   | 備考                                                                           |
| -------------------------------------------------------------- | ----------------------------------------------------------- | ------------------------------------------------------------------------------ |
| カルちゃん                                                     | いかるが牛乳                                                |                                                                                |
| ヤクルトマン                                                   | ヤクルト/ヤクルト                                           |                                                                                |
| ミルミル坊や                                                   | ヤクルト/ミルミル（旧）、1970年代後期 - 1980年代中期        |                                                                                |
| ミルミルファミリー（ミルーノ、ミルパパ、ミルママ、ミルバード） | ヤクルト/ミルミル（新）、2010年 -                           |                                                                                |
| 豆乳さん                                                       | ハンバーグダイニングIssa(旧：豆乳カフェIssa）・日本豆乳協会 | 2022年10月12日に「ちょうせい豆乳くん」から改名。                               |
| むちょうせい豆乳くん                                           | ハンバーグダイニングIssa(旧：豆乳カフェIssa）               | 豆乳さん（旧・ちょうせい豆乳くん）と異なり、日本豆乳協会の公認を受けていない。 |
| ゆきこたん                                                     | 雪印メグミルク/雪印コーヒー                                 |                                                                                |
| チー坊                                                         | チチヤス                                                    |                                                                                |

### お酒
| キャラクター名   | 企業/商品                      | 備考 |
| ---------------- | ------------------------------ | ---- |
| カッパファミリー | 黄桜                           |      |
| ヱビス様         | サッポロビール/ヱビスビール    |      |
| ローリー卿       | ニッカウヰスキー               |      |
| アンクルトリス   | サントリー/トリスウイスキー    |      |
| パピプペンギンズ | サントリー/サントリーCANビール |      |

### 清涼飲料水・炭酸飲料・その他
- Qoo（コカ・コーラ/Qoo）－M&kデザイン
- ペプシマン（サントリーフーズ/ペプシコーラ）
- バブルマン（サントリーフーズ/バブルマン）
- なっちゃん（サントリーフーズ/なっちゃん）
- BOSS、宇宙人ジョーンズ（サントリーフーズ/ボス）
- ガブ、アレキ（サントリーフーズ/サントリーソフトドリンクサイトgabgab）
- 生茶パンダ（キリンビバレッジ/生茶）
- 麒麟戦隊アミノンジャー（キリンビバレッジ/アミノサプリ）
- キリンレモンくん（キリンビバレッジ/キリンレモン）
- リボンちゃん（ポッカサッポロフード&ビバレッジ/リボンシトロン）
- はのちゃん（ダイドードリンコ/葉の茶）
- HERO BROS.（黒坂進次郎、深町純平、結井彩香）（ダイドードリンコ/ダイドーブレンド、ダイドーデミタス）
- ゆずさん、れもんくん（ダイドードリンコ/和果ごこち ゆずれもん）[13]
- バヤ坊（アサヒ飲料/バヤリース）

## 料理・ファーストフード・飲食店

### ファーストフード
| キャラクター名                 | 企業                       | 備考 |
| ------------------------------ | -------------------------- | ---- |
| カーネル・サンダース           | ケンタッキーフライドチキン |      |
| ドナルド・マクドナルド         | マクドナルド               |      |
| モッさん→リルモス              | モスバーガー               |      |
| ポン・デ・ライオンとなかまたち | ミスタードーナツ           |      |
| 吉ギュー、吉ブー               | 吉野家                     |      |
| チーズくん                     | ピザハット                 |      |
| ピザーラくんとトッピングス     | ピザーラ                   |      |
| エンジェル★トマッピー          | ピザポケット               |      |

### 料理・その他飲食店
- チィちゃん（重光産業・味千ラーメン）
- トラッピー（トランドール）
- 餃子野郎（日本餃子協会）
- 汁なしパンダ 担担（広島汁なし担担麺推進委員会）
- ミンチュウー（備後府中焼きを広める会）
- あんらくん、にっくん、もー子（安楽亭）
- ペコちゃん・ポコちゃん（不二家・不二家レストラン）
- やきやき戦隊ニクレンジャーNEO、MOWくん、KEIちゃん、TONちゃん（焼肉屋さかい）
- カーくん、パー子ちゃん（かっぱ寿司・カッパクリエイト）
- 回転むてん丸（無添くら寿司） - 店舗内にて景品としてキャラクターグッズ頒布やトレーディングカードが発売されている。
- だっこずし（スシロー）
- げんきくん（元気寿司・魚べい）
- おぐらのおじさん（味のおぐら） - 宮崎県にあるチキン南蛮発祥店のマスコット。おぐらのコックさんと言う設定である。
- 肉巻きキング（本家 宮崎肉巻きおにぎり）
- 一平くん（ゆうゆう亭） - 愛媛FCのホームゲームにたびたび登場する。
- タルト（ゆうゆう亭）
- ハンバーグマのグーグー（食べよう!!ハンバーグの会）
- エビ天くん（天ぷら食堂 若鷹） - 東京都品川区平塚にある天ぷら料理店[15] のマスコット[16]。プロレスラーとしても活動。
- スタミナ健太くん（宇都宮餃子館）
- つつむくん（宇都宮餃子会）

## ペットフード
| キャラクター名             | 企業                       | 備考 |
| -------------------------- | -------------------------- | ---- |
| ビタワンくん               | 日本ペットフード・ビタワン |      |
| ドギー、キャティ、アッキー | ドギーマンハヤシ           |      |

## 工業製品関連
| キャラクター名 | 企業                                       | 備考 |
| -------------- | ------------------------------------------ | ---- |
| アンクル窓     | YKK AP                                     |      |
| エコピー       | 朝日ソーラー                               |      |
| カニ部長       | 横引シャッター                             |      |
| さなえちゃん   | 井関農機                                   |      |
| 1000ちゃん     | オーイズミ                                 |      |
| ばるちゃん     | 日本バルブ工業会                           |      |
| フィットちゃん | ハシモト (富山県)/フィットちゃんランドセル |      |
| ヤン坊、マー坊 | ヤンマーホールディングス                   |      |

## 家電関連
- 光速エスパー（東芝、1968年 - 1969年）
- ルーニー・テューンズ（東芝、1990年代後期）
- トウシバ犬（東芝、2005年 - ）
- ぱらちゃん（東芝）
- ナショナル坊や（松下電器産業（現・パナソニック）、1954年 - 1970年、2018年）
- パナ坊、犬（松下電器産業（現・パナソニック）、1990年 - 2008年）
- ぴこりん（パナソニック、2012年 - ）
- ソニー坊や（ソニー）
- リッキーくん（シャープ）
- ポンパ（日立製作所）
- ニッパー（日本ビクター（現・JVCケンウッド））
- ぴちょんくん（ダイキン工業、うるるとさらら）
- おユぴちょんくん（ダイキン工業、ダイキンエコキュート）
- レオ（三洋電機 - 1970年代に使用）
- バザールでござーる（NEC）
- タッチおじさん（富士通）
- ティグ&ティーラ（タイガー魔法瓶）
- マスプロサンダーズ（マス坊・プロ子・テナ子）（マスプロ電工、1970年〜）
- メル子（三菱電機、1960年代 - 1970年代）
- ビーバー（三菱重工業「ビーバーエアコン」）
- 松本イズミ・松本いずみ（「マクセルイズミ」「VIDAN」）

## 医薬品関連
- ケロちゃん、コロちゃん（興和）
- サトちゃん、サト子ちゃん（佐藤製薬）
- ゾン太、セフ美（アステラス製薬「セフゾン」）
- ダイオーちゃん（ダイオー）
- ニーハオ・シンシン（日本中医薬研究会）
- ピョンちゃん（エスエス製薬）
- Mr.コンタック（グラクソスミスクライン コンタック）
- リトールナース、ロッ太とロッチー（ロート製薬）
- 太田胃にゃん（太田胃散）
- バルサンマン（ライオン「バルサン」）
- 除菌戦士ジョキンジャー（大幸薬品）
- かんちゃん（イチジク製薬）

## 医療機器関連
| キャラクター名 | 企業             | 備考 |
| -------------- | ---------------- | ---- |
| リンちゃん     | セイリン         |      |
| りぶ太郎       | ココロカ         |      |
| ぷまろん       | 白寿生科学研究所 |      |

## 化学製品関連
| キャラクター名                                                       | 企業/製品               | 備考                                           |
| -------------------------------------------------------------------- | ----------------------- | ---------------------------------------------- |
| キチントさん                                                         | 呉羽化学工業            |                                                |
| キレイキレイファミリー（キレイキレイママ、よしおくん、よしこちゃん） | ライオン/キレイキレイ   | イラストレーターの上田三根子がデザインを担当。 |
| ジョイくん                                                           | P&G/ジョイ              |                                                |
| ファーファ                                                           | NSファーファ・ジャパン  |                                                |
| マツタロウ                                                           | 荒川化学工業            |                                                |
| ライオンちゃん                                                       | ライオン                |                                                |
| ダッシューマン                                                       | エステー/脱臭炭         |                                                |
| ベンキーシロイシ                                                     | 大日本除虫菊/サンポール |                                                |
| 激落ちくん                                                           | レック                  |                                                |

## 衣料・アパレル関連
| キャラクター名                   | 企業                               | 備考                          |
| -------------------------------- | ---------------------------------- | ----------------------------- |
| 帆風あおい、神楽小町、藤栄しおん | 明石スクールユニフォームカンパニー |                               |
| Dolly                            | DEARIVETH                          | 愛称は「Dolly(ドリー)ちゃん」 |

## アーティスト・音楽映像制作関連

### アーティスト・楽曲
| キャラクター名   | アーティスト/楽曲                   | 備考 |
| ---------------- | ----------------------------------- | --- |
| Ayupan           | 浜崎あゆみ                          | |
| イッキーモンキー | いきものがかり                      | |
| ミニモちゃん     | ミニモニ。                          | |
| ももたん         | ももいろクローバーZ                 | |
| ぴよっきー       | 氷置晋                              | |
| ナネットさん     | 水樹奈々                            | |
| ななちょも       | 水樹奈々「S.C.NANA NET」            | |
| サマ鳥           | 茅原実里                            | 「Minori Chihara Live 2013 ～SUMMER DREAM～」から「Minori Chihara Live 2016 ～SUMMER DREAM 4～」まで起用 |
| のまネコ         | エイベックス/O-Zone『恋のマイアヒ』 | のまネコ問題が勃発                                                                                       |

### 音楽・映像ソフトメーカー
| キャラクター名                 | 企業                                      | 備考 |
| ------------------------------ | ----------------------------------------- | --- |
| コロちゃん                     | 日本コロムビア                            | 旧日本コロムビア → コロムビアME時代以前より使用されているレコード会社最古のマスコットキャラクター                        |
| ニッパー（トーキング・ドッグ） | JVCケンウッド・ビクターエンタテインメント | |
| フライング・ドッグ             | JVCエンタテインメント/flying DOG          | |
| 天女                           | ジェネオン エンタテインメント/RONDO ROBE  | |
| サブちゃん                     | 日本クラウン演歌部門                      | 同社および第一興商（同社の親会社）の共同制作番組「サブちゃんと歌仲間」（テレビ東京ほか）の番組マスコットにも使われている |
| BEATくん                       | バンダイビジュアル                        | |
| モアイ                         | バンダイビジュアル/EMOTIONレーベル        | |
| ペロ                           | 東映アニメーション                        | |

## 車関連
トヨタ自動車
- あかいトリ（トヨタの買取ネットワークT-UP）
- イプー&サムー（トヨタ自動車製造の乗用車「イプサム」（初代））
- パッソちゃん（トヨタ自動車製造の乗用車「パッソ」、ただし一部のパンフレットのみ）
- リラックマ（トヨタ自動車製造の乗用車「ヴィッツ」（2代目））
- なまはげ君（トヨタカローラ秋田）
- ティモティ（トヨタモビリティ富山）
- アミー（ネッツトヨタ富山）
- シャルロット（ネッツトヨタ富山）
- くまる（岡山トヨペット）[20]

ダイハツ工業
- カクカク・シカジカ（ダイハツ工業製造の軽乗用車「ムーヴコンテ」、および総合マスコット）
- ストーリア星人（ダイハツ工業製造の乗用車「ストーリア」）
- タフトン（ダイハツ工業製造の軽乗用車「タフト」）

SUBARU
- ルクラッコ（ダイハツ工業製造・SUBARU（富士重工業）販売の軽乗用車「ルクラ」）
- トマール猿人（演・岡村隆史(ナインティナイン)）（ダイハツ工業製造・スバル（富士重工業）販売の軽乗用車「ステラ」「プレオプラス」））

日産自動車
- のってカンガルー（日産自動車）
- さいにち君（埼玉日産自動車）
- アサシオ（猫）（日産自動車製造の乗用車「マーチ」（初代））
- 低燃費少女ハイジ（日産自動車製造の乗用車「ノート」）

本田技研工業
- Nコロくん（本田技研工業製造の軽乗用車「Nシリーズ」）

三菱自動車工業
- デリ丸（デリカミニ）
- モグラン君（三菱自動車イメージマスコット）
- さくらといずみ（五泉三菱自動車販売）
- くま吉（コニサーオイル）

その他
- ビバンダム（ミシュランタイヤ、世界最古のトレードマークとしても有名）

## 船関連
| キャラクター名 | 企業     | 備考 |
| -------------- | -------- | ---- |
| いまぞう君     | 今治造船 |      |

## 電力会社
- エネモ（北海道電力）
- アイスちゃん（東北電力・エコアイス1999年キャンペーン）
※インターネット上ではエコアイス、えここ等と呼称されることがある。
- マカプゥ（東北電力）
- ピカちゃん（東京電力旧マスコット）
1964年から1987年頃まで
- テプコン（東京電力エナジーパートナー）
- エコまる（北陸電力旧マスコット）
- りくこ（北陸電力）
- カテエネコ（中部電力ミライズ）
以前は中部電力のマスコットだったが、電力小売関連のキャラクターのため、2020年4月の設立で出向。
- 関電坊や（関西電力旧マスコット）
- はぴ太ファミリー（関西電力）
- エネルギアの国の仲間たち (中国電力)
- あかりちゃん（四国電力）
- みらいくん（九州電力、九州電力送配電）
- あたびe（沖縄電力）
- レックスくん（イーレックス）
- てるまる（東急パワーサプライ）

### 一般送配電事業者
- でんこちゃんファミリー（東京電力→東京電力パワーグリッド） - 内田春菊作、『でんこちゃん一家物語!!』の主役でもある。
- そうた（北陸電力送配電）
- おくりん（関西電力送配電）
- 作業員のキャラクター（名前無し・四国電力送配電）

## ガス会社
- てん太くん（北海道ガス）
- フレアストくん（北海道ガス）
- 火ぐまのパッチョ（東京ガス）
- ガスまる（東京ガス）
- ガス坊や（東京ガス）
- 冷やしたぬき（大阪ガス）
- がすたん（京葉ガス）
- Siセンサーマン（東邦ガス）
- アストモくん（アストモスエネルギー）
- プーパ（西部ガス）
- ガスおじさん、ガスぼうや（西部ガス）
- メリットリ（西部ガス）

## 玩具関連
| キャラクター名 | 企業/商品                              | 備考 |
| -------------- | -------------------------------------- | ---- |
| ぴよだまり     | てててん                               |      |
| だっこちゃん   | タカラトミー                           |      |
| マックライオン | ハローマック                           |      |
| まめっち       | たまごっち                             |      |
| 寿武希子       | 壽屋                                   |      |
| ニパ子         | ゴッドハンド/アルティメットニッパー \| |      |
| ジェフリー     | トイザらス                             |      |

## 通信・携帯電話関連
- ドコモダケ（NTTドコモ）
- ポインコ兄弟（NTTドコモ / dポイントクラブ、dカード）
- ドコモン（NTTドコモ東海）
- ドロイド君（Androidスマートフォン/タブレット）正式名称：Bugdroid
- auワンちゃん（KDDI、沖縄セルラー電話（各auブランド）/au one / au life ）
- リスモくん（KDDI、沖縄セルラー電話（各auブランド）/LISMO!）
- シャべる君、モッタイナイおばけくん、三太郎（KDDI、沖縄セルラー電話（各auブランド））
- auシカ（沖縄セルラー電話）
- しまクリーズ、白戸家一家・お父さん（ソフトバンク）
- ふてニャン（Y!mobile(ソフトバンク、ウィルコム沖縄)
- モモンキー（LINEヤフー / LINEMO）[21]
- ペイペ（PayPay）
- はやはや君（イー・アクセス（イー・モバイル））
- コイシェルジュ（NTT西日本中国）

## 保険会社
- アメリちゃん（アメリカンホーム保険会社）
- ジャパンダ、エコラッタ（損害保険ジャパン）
- ピーナッツ（メットライフ生命）
- ハナコアラ（そんぽ24損害保険）
- アフラックダック（アメリカンファミリー生命）
- 東京海ジョー（東京海上日動火災保険）
- あんしんセエメエ（東京海上日動あんしん生命）
- バクバク（オリックス生命）
- コーすけ（日本コープ共済生活協同組合連合会）
- くるりん（アクサ生命保険）
- こつりん。（大樹生命保険）
- ライト!くん（明治安田生命保険）
- むじころう、むじこりん（三井ダイレクト損害保険）
- タッフィー&ハッピー（あいおいニッセイ同和損害保険）
- ピットくん（こくみん共済 coop）

## 建設業
| キャラクター名             | 企業                            | 備考                               |
| -------------------------- | ------------------------------- | ---------------------------------- |
| アイちゃん、ウッドくん     | アイ・ウッド・ダイワ            |                                    |
| ウチケン                   | ウチヤマ建設                    |                                    |
| 健太くん                   | 塩尻市建設業協会                |                                    |
| シアリン                   | 株式会社武蔵工務店 シアラホーム |                                    |
| 茂ちゃん                   | 茂山組                          | 太陽光発電を主にした事業を行う企業 |
| トーエネッくん、つながルン | トーエネック                    |                                    |
| トッポ                     | 送電用鉄塔、株式会社CTK         |                                    |
| にっきーくん               | 畳のにしむら                    |                                    |
| Mr.PENTA                   | 五洋建設                        |                                    |
| ルルちゃん、モッペくん     | 北海道留萌振興局留萌建設管理部  |                                    |
| はりもぐ                   | 株式会社針生建設                |                                    |

## 農林水産業
| キャラクター名 | 企業     | 備考 |
| -------------- | -------- | ---- |
| きこりん       | 住友林業 |      |

## 不動産業
- マストくん（積和不動産/MAST）
- チンタイガー（CHINTAI）
- リッキー（西武開発）
- とこちゃん（サンエイホーム）
- アパマンべあ〜君（アパマンショップ）
- エイブルダー（エイブル）
- ミニミニマン（ミニミニ）
- ナカヤマくん（ナカヤマ）
- 黄色いゾウ（万代不動産・万代ホーム）
- 晴男（パルオ）くん（レオパレス21）

## 卸売業
| キャラクター名 | 企業   | 備考 |
| -------------- | ------ | ---- |
| ビバリーくん   | モリタ |      |
| ソルキンディ   | ソルブ |      |

## サービス業
- チップちゃん（ブルーチップ）
- ゆうさく（静岡ユーザック）
- こんせんくん（パルシステム生活協同組合連合会）
- せんたくやくん（ホワイト急便）
- ニッセンレンジャー（ニッセンレンエスコート<ただし「日専連カード」ブランドのみ>(傘下である日専連アクアでも採用)）
- ごきゅ〜（モチーフは、西遊記の孫悟空）（九南）（宮崎県にある電気通信の会社）
- パピラ（リーブ21）
- サンペくん（三洋ペイント）
- ルネ（ルネサンス）
- すいそくん（ケミカルエンターテインメント）
- えすけ（介護のサーバント）
- かめひよ（もしもしホットライン）
- ジョブせんすけ（ジョブセンス）
- おひゃ〜（川上産業）
- CSハーとん（かんでんCSフォーラム）
- しのびちゃん（CSアカウンティング）
- Ponta（ロイヤリティ・マーケティング）
- テンプりん。、ミルりん。（パーソルテンプスタッフ）
- ポポック・キミック・ベルリック（日本郵政グループ ）
- チッチチ（日本郵政グループ）
- ミロにゃん（ミロク情報サービス[23]）
- みあう〜ちゃん（サンマリエ）

## 出版・本・雑誌

### ゲーム雑誌
| キャラクター名 | 企業/書籍                                                   | 備考 |
| -------------- | ----------------------------------------------------------- | ---- |
| ネッキー       | エンターブレイン/週刊ファミ通                               |      |
| ポリタン       | アスキー・メディアワークス/「電撃」ブランドのゲーム雑誌各誌 |      |
| ぽえみ         | アスキー・メディアワークス/電撃G's magazine                 |      |
| コンプちゃん   | 角川書店/コンプティーク                                     |      |

### コミック雑誌
| キャラクター名 | 企業/書籍                                                            | 備考                   |
| -------------- | -------------------------------------------------------------------- | ---------------------- |
| コロドラゴン   | 小学館/月刊コロコロコミック・別冊コロコロコミック・コロコロイチバン! | 1981年の誌面から登場。 |
| サンデーナマズ | 小学館/週刊少年サンデー・ゲッサン・月刊サンデージェネックス          | 1977年の誌面から登場。 |
| ジャーニー     | 集英社/週刊少年ジャンプ                                              | 創刊時の誌面から登場。 |
| ジェイミー     | 集英社/ジャンプ ジェイ ブックス                                      |                        |
| りぼんちゃん   | 集英社/りぼん                                                        |                        |
| デラボン       | 講談社/別冊デラックスボンボン                                        |                        |
| ピモピモ       | 講談社/週刊少年マガジン                                              |                        |

### 週刊誌
| キャラクター名 | 企業/書籍         | 備考 |
| -------------- | ----------------- | ---- |
| 文春くん       | 文藝春秋/週刊文春 |      |

### ファッション雑誌・その他の雑誌
| キャラクター名                    | 企業/書籍             | 備考 |
| --------------------------------- | --------------------- | ---- |
| ラビピョンズ ラビディー、ラビリー | 学習研究社/ピチレモン |      |
| ジョブーブ                        | タウンワーク          |      |

### 文庫
| キャラクター名 | レーベル       | 備考 |
| -------------- | -------------- | ---- |
| Yonda?         | 新潮文庫       |      |
| ハッケンくん   | 角川文庫       |      |
| つばさちゃん   | 角川つばさ文庫 |      |
| はち           | 集英社文庫     |      |

### 本その他
| キャラクター名 | 企業                   | 備考 |
| -------------- | ---------------------- | ---- |
| レンザブロー   | 集英社WEB文芸RENZABURO |      |

## 金融機関

### 証券取引所
| キャラクター名 | 証券取引所     | 備考 |
| -------------- | -------------- | ---- |
| あろーずくん   | 東京証券取引所 |      |

### 銀行
- 北海太郎、道銀花子（北海道銀行）
- ほっくー（北洋銀行）
- ほっくん（北都銀行）
- ひかりちゃん（常陽銀行）
- パスカルとパステル（足利銀行）
- ポンくま（東日本銀行[25]）
- はまペン（横浜銀行[26]）
- ほくまる・りくひめ（北陸銀行[27]）
- 星犬ハピとラキ（静岡銀行）
- RODAN（阿波銀行）

漫画家佃正彦デザイン。
- ペンギンのダグ（香川銀行）
- ユーモ（ふくおかフィナンシャルグループ）

PRする銀行によって色が違い、傘下銀行のイメージカラーの体色を纏う。テディベアだが、ただのぬいぐるみではなく、妖精化したことで動き出す設定。
- アイニちゃん、ユメニくん（埴輪）（宮崎銀行）
- サン太（宮崎太陽銀行）
- しろどんファミリー、くろどん（鹿児島銀行）
- わっぜかくん（南日本銀行）
- ミドすけ（三井住友銀行）
- りそな一家（りそなグループ）

大手アニメ制作会社・スタジオジブリデザイン
- りそにゃ（りそなグループ）
- アオ・ゾーラ（あおぞら銀行）
- シンジル&タクセル（三井住友信託銀行[29]）
- 愛称不明の黄色のライオン (LCL（フランス）)
- ちょリス （JAバンク）

### 信用金庫
| キャラクター名             | 信用金庫         | 備考                                                           |
| -------------------------- | ---------------- | -------------------------------------------------------------- |
| 太陽の妖精、森の妖精       | 北海道信用金庫   |                                                                |
| とかりん・ももりん         | 帯広信用金庫     |                                                                |
| タララ                     | 苫小牧信用金庫   |                                                                |
| ナミー、ハギー             | 秋田信用金庫     | もとは2001年ワールドゲームズ秋田大会のマスコットキャラクター。 |
| 信ちゃん                   | 城南信用金庫     |                                                                |
| RISURU（リスル）           | 多摩信用金庫     |                                                                |
| あまちゃん、しんちゃん     | 尼崎信用金庫     | 漫画家尼子騒兵衛デザイン。                                     |
| チューちゃん、そなえちゃん | 熊本中央信用金庫 |                                                                |

### 労働金庫
| キャラクター名    | 労働金庫     | 備考 |
| ----------------- | ------------ | ---- |
| ロッキー&ピンキー | 労働金庫     |      |
| ツカエルさん      | 九州労働金庫 |      |

### カード・クレジット・消費者金融・信販会社
| キャラクター名       | 企業                          | 備考                                                               |
| -------------------- | ----------------------------- | ------------------------------------------------------------------ |
| ウリボー             | 三井住友カード                |                                                                    |
| カッパ・タヌキ       | 三菱UFJニコス                 | 正式名称は、カッパが「カッパ・まき」、タヌキが「たぬき・ネイリー」 |
| プリンスI世          | 西武グループ/プリンスポイント |                                                                    |
| でパンダ             | アース                        |                                                                    |
| お自動さんファミリー | アイフル                      | 現在は使用されていない。                                           |

## 通信販売
| キャラクター名                                                  | 企業                       | 備考                                                      |
| --------------------------------------------------------------- | -------------------------- | --------------------------------------------------------- |
| ミスターJ                                                       | ジャパネットたかた         | 会社創業者の髙田明社長がモデル。                          |
| あおだまくん                                                    | クロレラサプライ           | クロレラ由来の健康食品「青玉V」のマスコットキャラクター。 |
| モノタロウ侍                                                    | 兵庫県尼崎市本社のMonotaRO | 工具の通販「モノタロウ」のキャラクター。                  |
| 健康おう助 健康統子 健康伝蔵 健康らん子 健康ニン之助 健康ニク江 | 健康家族                   | 健康食品「にんにく卵黄」のマスコットキャラクター。        |

## 医療機関・献血関連
- けんけつちゃん（献血ルーム）
- ホスピー
- おたすけ血っ太（けった）くん（北海道赤十字血液センター）
- ブラット君（青森県赤十字血液センター）
- ココロンちゃん（岩手県赤十字血液センター）
- クロスキッドくん（秋田県赤十字血液センター）
- キビチー（福島県赤十字血液センター）
- エビオ（A・B・O型）君（埼玉県）
- ブラッド君（新潟県赤十字血液センター）
- ちーたん（滋賀県赤十字血液センター）
- ユートン（京都府赤十字血液センター）
- おたすけケン太、Dr.ブラッド（大阪府赤十字血液センター）
- Kちゃん（兵庫県赤十字血液センター）
- ハーディア（奈良県赤十字血液センター）
- 愛ちゃん（和歌山県赤十字血液センター）
- ちーぴっと（広島県赤十字血液センター）
- あいピー（愛媛県赤十字血液センター）
- ハービット（熊本県赤十字血液センター）
- ABO（エビオ）（鹿児島県赤十字血液センター）

## 小売店舗・商業施設

### 商店街
北海道 
- だっこぽん（札幌市中央区、狸小路商店街）

 岩手県 
- 銭形平太くん（平太くん）（紫波町、ひづめ商店街）

 群馬県 
- まゆだまちゃん（桐生市、桐生中央商店街）

 埼玉県 
- カッピー（志木市いろは商店会）

 千葉県 
- さかサイ君（柏市、柏逆井商店会）

 東京都 
- おしなりくん（墨田区押上・業平橋地区、おしなり商店街復興組合）
- 大崎一番太郎（品川区、大崎駅西口商店会）
- 戸越銀次郎（品川区、戸越銀座商店街）
- パム、パル（品川区、武蔵小山パルム）
- ホイップるん（目黒区、自由が丘商店街振興組合）
- しょうこちゃん（練馬区、武蔵関商栄会）
- ダイ吉くん、キララちゃん（武蔵野市、吉祥寺ダイヤ街）
- むチュー（武蔵野市中央地区商店連合会）
- ムーちゃん（武蔵野市商店街連合会（ムーショップ））

 富山県 
- 氷見のサカナ紳士録（氷見市、比美町商店街）

 愛知県 
- 狐娘ちゃん（豊川市、豊川稲荷界隈5大商店街共同マスコット）
- のんすけ（新城市、しんしろ軽トラ市のんほいルロット）

 岐阜県 
- やなな（岐阜市、柳ヶ瀬商店街非公式キャラクター）

 三重県 
- はまぐり娘（桑名市、桑名駅前商業研究会）

 滋賀県 
- ゑびすくん（彦根市、銀座商店街）
- あどかちゃん（高島市、安曇川商店街）
- やちにゃん（彦根市、四番町スクエア）[30]

 京都府 
- 801ちゃん（京都御薗橋801商店街）
- キララちゃん（京田辺市キララ商店街、京田辺市観光大使）
- からッキー（向日市、激辛商店街）
- てらぼん（京都市寺町京極商店街）
- 加茂川マコトちゃん (京都市出町商店街)

 大阪府 
- みにゃみん（大阪市中央区、千日前商店街）
- まい道くん（大阪市中央区、千日前道具屋筋商店街）
- いしきりん（東大阪市、石切参道商店街）
- 服部はっぴー!（豊中市、服部街づくりキャラクター）
- みっけ（枚方市、葛葉宮表参道商店街）

 兵庫県 
- もとずきんちゃん（神戸市中央区、元町商店街）
- mi－na（ミーナ）（神戸市兵庫区、ミナイチ（湊川公設市場））
- いたやどかりちゃん（神戸市須磨区、板宿本通商店街）
- めでタイガー（尼崎市、尼崎中央・三和・出屋敷商店街、中央三番街）
- トラッピー（尼崎市、尼崎中央・三和・出屋敷商店街、中央三番街）
- 応援戦隊アマレンジャー（尼崎市、尼崎中央・三和・出屋敷商店街、ご当地ヒーロー）

 岡山県 
- 奉還小判君[31]（岡山市北区、奉還町商店街）

 広島県 
- うちでのこづちちゃん（広島市佐伯区、コイン通り商店街）
- トマトン（広島市西区、横川商店街）
- ももねこ様（竹原市、竹原駅前商店街振興組合） - アニメ「たまゆら」から派生

 徳島県 
- ポッポ（徳島市、ポッポ街商店街）

 香川県 
- ひょこたん（香川県高松市、兵庫町商店街）

 高知県 
- エスくん・ピィちゃん（高知市中心商店街）

 福岡県 
- たかRin（福岡市早良区高取商店街）
- しきっしー（イオンモール福岡の似顔絵店）

 沖縄県 
- ぷーらくん（沖縄市銀天街商店街）

### スーパー
| キャラクター名                 | 企業                                 | 備考 |
| ------------------------------ | ------------------------------------ | --- |
| ハーティ                       | イオン                               | |
| Happy Waon                     | イオン                               | 電子マネーであるWAONのキャラクター                                                                                           |
| ブラックパンダ                 | イオン                               | イオンの販売促進キャンペーンのキャラクター                                                                                   |
| モッくん                       | ダイエー木曜の市キャラクター         | |
| ドクター元気                   | マルエツ                             | |
| トドック                       | 生活協同組合コープさっぽろ           | |
| こんせんくん                   | パルシステム生活協同組合連合会       | |
| アルビィ                       | アルビス                             | |
| ピアッキー                     | ユニー、食品スーパーピアゴマスコット | |
| おしのびちゃん・くれないちゃん | 三重県伊賀市、アピタ伊賀上野店       | |
| ララピー                       | ライフコーポレーション               | にしだあつこがデザインを担当。本社は東京都と大阪府にあるが、ゆるキャラグランプリの区分から、大阪府に所属するマスコットの扱い |

### 百貨店・ショッピングモール・大型店
- 棚照結神[32] (アリオ (セブン&アイ・ホールディングス))
  - なえポックル（札幌市、アリオ札幌）
- アッピー（札幌市、アピア）
- 白犬（札幌市、札幌ステラプレイス）
- ちかぴぃ（札幌市、さっぽろ地下街）
- エチカちゃん（渋谷区、エチカ）
- おかいものクマ（豊島区他、西武・そごう）
- パルコアラ（豊島区他、パルコ）
- ルミ姉（新宿区他、ルミネ）
- さくらパンダ（台東区他、大丸松坂屋百貨店）
- ピースくん（八王子市、アクロスモール八王子みなみの）
- ポポちゃん、シャポーくん（市川市他、シャポー市川・本八幡・船橋、小岩ポポ）
- 総理大臣ナゾーラ（川崎市、ラゾーナ川崎）
- ミミハナ（川崎市、川崎アゼリア）
- ビナセブン（海老名市、ビナウォーク）
- パルシェっ娘（静岡駅駅ビル、PARCHÉ（パルシェ）漫画家さくらももこデザイン。）
- アユちゃん・ナズマ店長（滋賀県守山市、ピエリ守山）
リニューアル前はナズマ店長はナズマ船長で、ゲンゴくんも存在した。
- ビバッチェくん（滋賀県彦根市、ビバシティ彦根）
やちにゃんのボーイフレンド。
- デッチーくん（大阪市ほか、大丸松坂屋百貨店）
- ミミちゃん、タウンくん（兵庫県尼崎市、塚口さんさんタウン）
- COCOEL（ココエル）（兵庫県尼崎市、COCOE）
- アマトラ（兵庫県尼崎市、出屋敷アマトラ横丁（阪神電気鉄道））
- スタン、チビスタン（広島市、サンモール）
- アベーノアベーノ、ラ・ミノール、アマーガガ（大阪市ほか、あべのキューズモール）
- ズムコ（大阪市、コムズガーデン）
- つるっピー（熊本市、鶴屋百貨店）
事実上のマスコットで、本来は女子バスケットボール部に所属する。

### 文房具店
| キャラクター名 | 企業              | 備考 |
| -------------- | ----------------- | ---- |
| あいちゃん     | クラブン/うさぎや |      |

### ドラッグストア
| キャラクター名 | 企業     | 備考 |
| -------------- | -------- | ---- |
| ザグちゃん     | ザグザグ |      |

### ディスカウントストア
| キャラクター名               | 企業           | 備考 |
| ---------------------------- | -------------- | ---- |
| ドンペン・ドンコ・ド情ちゃん | ドン・キホーテ |      |
| 原島ろぢゃミ                 | ロヂャース     |      |

### 100円ショップ
| キャラクター名 | 企業       | 備考 |
| -------------- | ---------- | ---- |
| はっ犬ワンドゥ | キャンドゥ |      |

### 家電店・ パソコンショップ
- オノデンボーヤ（オノデン）
- じゃがたくん、じゃが子ちゃん（サトームセン）
- エディ店長（エディオングループ）
- ミドリちゃん（ミドリ電化）
- 石丸くるね (石丸電気の本店AKIBAソフトバンク店舗)
- ビッカメ娘（ビックカメラ）
  - びたみん、けーるん、あみのん（ビックドラッグ）
- コジ坊、マコちゃん（コジマ）
- マップチュ・まぷ子（ソフマップ）
- じゃんぱらくん（じゃんぱら）
- デンちゃん（ヤマダデンキ）
  - らびたん（ヤマダデンキLABI）
- つくもたん（九十九電機）
- ベストくん、ベスティーちゃん（ベスト電器）
- 山の手くん、つくばちゃん、中央くん、総武ちゃん、京急くん、湘南新宿くん、環状くん、御堂筋ちゃん（ヨドバシカメラ）
  - ヨドちゃん、ヨドくん（ヨドバシカメラマルチメディアAkiba）
- 省エネ王子（ケーズデンキ）
- ノジマ コンさる、レディ・もも（ノジマ）

### メガネ店
| キャラクター名     | 企業           | 備考 |
| ------------------ | -------------- | ---- |
| フクタン、フクリン | メガネスーパー |      |
| モモちゃん         | メガネドラッグ |      |
| うさぎファミリー   | メガネストアー |      |
| メガネ福助         | メガネ本舗     |      |
| メガネグマ         | 富士メガネ     |      |

### カー用品店
| キャラクター名             | 企業               | 備考 |
| -------------------------- | ------------------ | ---- |
| スピーディー、セーフティー | ミスタータイヤマン |      |
| タイヤくん                 | オートバックス     |      |

### バイク用品店
| キャラクター名 | 企業     | 備考 |
| -------------- | -------- | ---- |
| ナッピー君     | ナップス |      |

### CD・DVD・ゲームショップ
| キャラクター名 | 企業                     | 備考 |
| -------------- | ------------------------ | ---- |
| アソビン       | アソビットシティ         |      |
| ヤマギワソフ子 | ヤマギワソフト           |      |
| 買いトリーマン | ファミコンショップ桃太郎 |      |

### レンタルビデオ店
| キャラクター名 | 企業           | 備考 |
| -------------- | -------------- | ---- |
| （イルカ）     | ファミリーBOOK |      |

### アニメ・同人ショップ
| キャラクター名                                                        | 企業               | 備考                                                       |
| --------------------------------------------------------------------- | ------------------ | ---------------------------------------------------------- |
| デ・ジ・キャラット（でじこ）・ ゲーマーズ・ガーディアン・フェアリーズ | ゲーマーズ         |                                                            |
| アニメ店長（兄沢命斗）                                                | アニメイト         |                                                            |
| 虎々（ココ）ちゃん・とらのあなの美虎ちゃん                            | コミックとらのあな |                                                            |
| めろんちゃん                                                          | メロンブックス     |                                                            |
| 穴場満子（みつこ）                                                    | ブックメイト       | 岡山県を中心に展開している書店・同人ショップのキャラクター |

### 書店
| キャラクター名 | 企業       | 備考 |
| -------------- | ---------- | ---- |
| よむよむくん   | ブックオフ |      |
| よしおくん     | 古本市場   |      |

### ガソリンスタンド
| キャラクター名               | 企業           | 備考 |
| ---------------------------- | -------------- | ---- |
| エネオ、DD坊や、エネゴリくん | ENEOS          |      |
| PAO                          | 太平洋石油販売 |      |
| ウルトラ出光人               | 出光興産       |      |
| ALAちゃん                    | コスモ石油     |      |

### 家具店
| キャラクター名         | 企業         | 備考 |
| ---------------------- | ------------ | ---- |
| ウッド君、ウッドちゃん | ビッグウッド |      |
| ゴンティ               | 迫田         |      |

### 靴店
| キャラクター名 | 企業   | 備考 |
| -------------- | ------ | ---- |
| マックス犬     | チヨダ |      |

### 雑貨店
| キャラクター名                     | 企業     | 備考 |
| ---------------------------------- | -------- | ---- |
| ひつじ時計（正式名称なし）、ゆう太 | ユザワヤ |      |

### ペットショップ
| キャラクター名 | 企業                   | 備考                                                                         |
| -------------- | ---------------------- | ---------------------------------------------------------------------------- |
| あみ、みーご   | ペットワールドアミーゴ | 岡山県創業のペットショップのキャラクター。他にもキャラクターが数匹存在する。 |

### コンビニエンスストア
| キャラクター名              | 企業                  | 備考 |
| --------------------------- | --------------------- | ---- |
| ローソンクルー♪あきこちゃん | ローソン              |      |
| 日々野優、ファミチキ先輩    | ファミリーマート      |      |
| ミミップ                    | ミニストップ          |      |
| まるまる、こころ、きらきら  | スリーエフ            |      |
| セイちゃん                  | セイコーマート        |      |
| OPEN小將                    | 台湾のセブン-イレブン |      |

### 土産物・その他の小売店
| キャラクター名 | 企業                           | 備考                                 |
| -------------- | ------------------------------ | ------------------------------------ |
| わくわく太郎   | わくわく太郎のよろず箱         |                                      |
| 石ちゃん       | 石上車輌                       |                                      |
| まりもっこり   | キョーワ・土産物製作           |                                      |
| カツオ人間     | 山西金陵堂・菓子店〈高知県〉   |                                      |
| おたる運がっぱ | 石井印刷小樽紙匠堂・土産物製作 |                                      |
| スサのん       | 道の駅てんのう                 |                                      |
| いっちー       | 農マル園芸                     | 岡山県の農園・産直市場のキャラクター |

## 組合・団体

### 商工会議所
| キャラクター名 | 商工会議所                       | 備考 |
| -------------- | -------------------------------- | ---- |
| たけちゃま     | 広島市安佐南区、祇園町商工会議所 |      |
| よかぞう       | 福岡商工会議所                   |      |
| いきいき黄門様 | 水戸商工会議所                   |      |
| みらいちゃん   | 大東商工会議所                   |      |
| ゆめはまちゃん | 桑名商工会議所                   |      |

### 農業協同組合
| キャラクター名                     | 農業協同組合                                                 | 備考 |
| ---------------------------------- | ------------------------------------------------------------ | --- |
| ムーちゃん、サッちゃん、シーちゃん | 東京むさし農業協同組合                                       | カワセミをモチーフにしたキャラクター。 |
| こうふくろうず                     | 静岡市農業協同組合                                           | |
| MILMOくん                          | 熊本県酪農業協同組合連合会                                   | |
| おばこ娘                           | 秋田おばこ農業協同組合・秋田おばこ運輸・おばこライフサービス | 秋田新幹線沿線の米集荷施設にキャラクターの巨大壁画。あきたこまち米専用の肥料袋のイラスト。運輸子会社の大型トラックに描かれる。ガソリンスタンドの入口看板や案内看板等に採用。 |
| い〜ねくん                         | JA全農ひろしま                                               | |

### 法人会名
| キャラクター名 | 法人会     | 備考 |
| -------------- | ---------- | ---- |
| タックス君     | 半田法人会 |      |

### その他団体
- アマリン（小袖北限の海女の会）
- エコあま君（尼崎市、NPO法人あまがさきエコクラブ、尼子騒兵衛デザイン、エコとリサイクル推進キャラクター）
- おおそでくん（音更町食のモデル地域実行協議会
- お猿のくぅ（高山市、飛騨高山非公式キャラクター）
- カシワニ（かしわインフォメーションセンター）
- キャプテンわん（横浜市スポーツ協会・横浜スポーツ情報サイト「ハマスポどっとコム」イメージキャラクター）
- くまぼう君（熊本市防災協会）
- 原付萌奈美（原付と愛知県豊明市周辺地域のPRキャラクター、原付萌奈美ぷろじぇくと運営委員会）
- こんせん（パルシステム生活協同組合連合会）
- コン太くん（宮崎県生コンクリート工業組合・宮崎県生コンクリート協同組合連合会）
- しほろっち戦隊シホロンファイブ（北海道河東郡士幌町、ジャガイモンプロジェクト）
- シープリン（公益社団法人 日本臨床工学技士会）
- スイスイ（公益社団法人 日本下水道協会）
- たねまる（財団法人横浜開港150周年協会）「横浜開港150周年記念事業マスコットキャラクター）
- チョキちゃん、バーバーくん（全国理容生活衛生同業組合連合会）
- 藤堂とらまる（NGOみえドリームクラブ、時代行列のマスコットキャラクター）
- とれたてトマトくん（ユーコープ事業連合おうちCO-OPマスコット）
- ねば〜る君（茨城県非公式キャラクター）
- のげやまくん（野毛山動物園、野毛町周辺の非公式キャラクター）
- ハコモ （可児市非公式キャラクター）
- VICS-Bee（一般財団法人道路交通情報通信システムセンター）
- ほたむん（徳島県吉野川市美郷地域ポータル「美郷の環」マスコットキャラ）
- めばえちゃん、みのりちゃん、いくえちゃん（ACジャパン）
- ばけごろう（千葉県松戸コンテンツ事業者連絡協議会公認キャラクター）

## 放送

### テレビ局・テレビ番組
- テレビ関連のマスコットキャラクター一覧を参照。

### ラジオ局
- ラジ夫（HBCラジオ）
- どさんこくん（STVラジオ）- 札幌テレビ放送と共通
- べあG'（AIR-G'[39]）
- キクシカくん（FMくしろ）
- はま なすお（FMはまなすジャパン）
- 77.ハチ君（FM-JAGA）
- カロ助（ラジオカロスサッポロ）
- なるこちゃん（FMアップル）
- ナムナちゃん（G Radio）
- ナナヨちゃん（横手かまくらFM）
- ケンタくん（FM岩手）
- 奥（おう）ちゃん（奥州エフエム放送）
- クミコ（TBCラジオ）
- ラジふく君（ラジオ福島[40]）
- いばらじおん、えふらじおん（LuckyFM茨城放送[41]）
- ムパくん（栃木放送）
- イチゴロー（RADIO BERRY）
- マチネタぽすと、イベントぽすと（FM GUNMA）
- らじっとくん（NACK5[42]）
- ワクティ（TBSラジオ） - TBSグループ共通
- キューイチロー（文化放送）
- ラーさん、ジー子、オーちゃん（ニッポン放送[43]）
- J-me（J-WAVE）
- ナッピー、ハッピー、ニッピー（むさしのFM）[44]
- DJせたハチ（FM世田谷）
- ラジオ日本ダベア（RFラジオ日本[45]）
- さくらとっとちゃん（エフエム戸塚）
- ラジオぼーや（いちかわエフエム）
- PORTY（FM PORT）
- でられディ男、きかれディ美（KNBラジオ）
- しろくじちゃん（CBCラジオ）
- チルナちゃん（FM AICHI）
- らじおんチャン（MBSラジオ）
- エビシー（朝日放送ラジオ）- 朝日放送テレビと共通
- かえ☆たい（ラジオ大阪）
- ミミちゃん（FM802）
- グルグルくん（FMジャングル）
- ターマス（FM TANABE）
- V V-OYA-G、V V-PANDA（FM岡山）
- つぼやきくん（HFM）
- ちゅーピー（FMちゅーピー） - 中国新聞社と共通
- 緑山タイガ（FMY）
- ラジ男（エフエム香川）
- MiMi-ON（エフエム徳島）
- くまP（エフエム福岡）
- キキドキちゃん、ごーまる（NBCラジオ佐賀）
- ラディット（RKKラジオ）
「ラピィ」、「トピィ」、「スピィ」の三体で構成されたキャラクターユニットで、局全体マスコットの「あるぽ」より先に制定された。2021年現在は殆ど使われていないが、使用終了はなされていない。
- きいちょん（FM宮崎）
- あおまる（FMさつませんだい）
- らじおん（RBCiラジオ）
- リズムくんとメロディちゃん（FM沖縄）
- 七八郎（FMよみたん）
- らじる（NHKラジオ(ラジオ第1、第2、FM)）
- RaNiちゃん（ラジオNIKKEI[46]）

### ラジオ番組
| キャラクター名   | 放送局/番組                                           | 備考 |
| ---------------- | ----------------------------------------------------- | ---- |
| エキベ〜         | TBSラジオ/エキサイトベースボール                      |      |
| うさげ           | TBSラジオ/こねくと                                    |      |
| たまにゃびちゃん | 文化放送/玉川美沙 たまなび                            |      |
| コアラくん       | BAYFM/YAMAMAN presents MUSIC SALAD FROM U-kari STUDIO |      |
| ガッツ君         | 東海ラジオ/ガッツナイター                             |      |
| きかラジたん     | NBCラジオ/きかせられないラジオ                        |      |

### マルチメディア放送
| キャラクター名 | 放送局                               | 備考 |
| -------------- | ------------------------------------ | ---- |
| ノッティー     | NOTTV                                |      |
| マシュマロ団   | マルチメディア放送ビジネスフォーラム |      |

## 新聞

### 全国紙
| キャラクター名                         | 企業     | 備考                                               |
| -------------------------------------- | -------- | -------------------------------------------------- |
| どれどれ                               | 読売新聞 | 宮崎駿デザイン                                     |
| だっちくん                             | DN News  | 防犯ブザーでも使われている                         |
| ペーパードギー、ののちゃん、マダニャイ | 朝日新聞 |                                                    |
| ウェーブくん                           | 産経新聞 | 産経新聞ファンクラブ「ウェーブ産経」のキャラクター |
| ジャン・ピエール・コッコ               | 毎日新聞 | ニュースサイト「毎日jp」のキャラクター             |

### 地方紙
- いまいち萌えない娘（神戸新聞社）
- みらい君（北海道新聞）
- ぶんぶん（北海道新聞） - 道新ぶんぶんクラブのキャラクター
- ぴぴっとかちまい（十勝毎日新聞）
- かほピョン（河北新報）
- ぶんちゃん、ヨモーニャ（山形新聞）- 少年とぶち猫のキャラクター。ノベルティグッズ等に登場。
- 雷神くん（上毛新聞）
- サイのぶん太くん（埼玉新聞）創刊70周年記念キャラクター
- まがたん（埼玉新聞）さきたま古墳出土の勾玉をモチーフとしたキャラクター。勾玉は埼玉新聞社の社章および埼玉県の県章のモチーフでもある。
- カナロコ星人（神奈川新聞）- 神奈川新聞社公式サイト「カナロコ」から誕生
- ニック（新潟日報） - 新潟日報販売局のキャラクター。
- なーのちゃん（信濃毎日新聞） - 創刊135周年を期に読者投票で選ばれたマスコット。オコジョをモチーフとしたキャラクター。
- サン太郎（信濃毎日新聞） - 社ではなく同新聞販売店連合会のマスコット。カワセミがモチーフ。
- ちゅーピー（中国新聞）
- さん太、よう太[47]（山陽新聞）
- にゅーすけ（高知新聞）
- ポンきち（西日本新聞）
- ぺーぱくん（佐賀新聞） - 創刊120周年を機に登場
- アヒ、プイ（長崎新聞）- 創刊120周年を機に登場
- ぷれすけ（熊本日日新聞）
- しんた、ぶんた・ミナミさんち（さくらちゃん、はやとくん、天才犬ポパイ、お父さん、お母さん、おじいちゃん、おばあちゃん）（南日本新聞）
- ワラビー（沖縄タイムス）
- りゅうちゃん（琉球新報） - 本社の移転を期に一般より公募
- ひばぶん、文字まんじゅう（茨城新聞）

### スポーツ紙
| キャラクター名   | 紙名             | 備考 |
| ---------------- | ---------------- | ---- |
| ブル男           | 日刊スポーツ     |      |
| HO!さん          | スポーツ報知     |      |
| ブレないおっさん | デイリースポーツ |      |

## 運輸業

### 鉄道
- モジャくん（JR北海道）
- モーリー（青い森鉄道）
- さんてつくん（三陸鉄道）
- ないりっくん（秋田内陸縦貫鉄道）
- 新幹線トレインジャー（JR東日本盛岡支社）
- リーモ（仙台市地下鉄東西線）
- アッキー（JR東日本秋田支社） - トラをモチーフにしている。
- マウンちゃん（会津鉄道）
- だるまる（JR東日本高崎支社）
- わ鐵のわっしー（わたらせ渓谷鐵道）
- パレオくん、パレナちゃん（秩父鉄道、SLパレオエクスプレス）
- レイルくん、スマイルちゃん（西武鉄道）
- とぶっち（東武鉄道、102@Club）
- マンナちゃん（東葉高速鉄道マナーキャラクター）
- モノちゃん（千葉都市モノレール）
- しんちゃん・けいちゃん（新京成電鉄）
- BMK-MEN（京成電鉄BMK推進運動イメージキャラクター）
- 京成パンダ（京成電鉄グループのクレジットカード・京成カードキャラクター）
- マーキュリー （帝都高速度交通営団）
- メトポン（東京メトロ(旧：営団地下鉄)）（前任者は『メトロン』）
- とあらん（東京都交通局都電荒川線）
- スピーフィ（つくばエクスプレス）
- ハマの電ちゃん（JR東日本横浜支社） - 電車のキャラクター[48]。
- プラットガール 高尾かえで（京王電鉄） - 実写の女性であるが、京王グループ全体のPRマスコットである。
- けい太くん（京王電鉄）
- もころん（小田急電鉄）
- のるるん（東急電鉄）
- けいきゅう♪ドレミたん（京浜急行電鉄）
- けいきゅん（京浜急行電鉄）
- MONOKO（東京モノレール）
- モノルン（東京モノレール）
- ゆりも（ゆりかもめ）
- りんかる（東京臨海高速鉄道） - 社員ではなく、応募で決められた。10周年記念のキャラクター。
- はまりん（横浜市交通局） - 鉄道・バスで共通のキャラクター。
- 神繍皇女（横浜高速鉄道みなとみらい線） - それぞれ名前の違う5人のキャラクターの総称。
- えむえむさん（横浜高速鉄道みなとみらい線）
- そうにゃん（相模鉄道）
- えのんくん（江ノ島電鉄）
- しょもたん（湘南モノレール）
- 渕東なぎさ（えんどう なぎさ）（アルピコ交通上高地線）
- ウェルモ（JR上越妙高駅）
- ホックン（北越急行）
- あいの助（あいの風とやま鉄道）
- くろべえ＆でんちゃー（黒部峡谷鉄道）
- とれねこ（富山ライトレール） - それぞれ名前の違う7匹のキャラクターの総称。保有する7編成すべての車両にキャラクターが与えられる。
- あかでんジャー（遠州鉄道）
- ハッチー（名古屋市交通局） - 鉄道・バスで共通のキャラクター。
- あゆむくん（東海旅客鉄道） - JR東海主催の「さわやかウォーキング」名古屋地区マスコットキャラクター。亀がモチーフ。
- ずらしmado（東海旅客鉄道） - JR東海による新型コロナウイルスの流行で冷え込んだ旅行需要復興企画「ずらし旅」のキャラクター。新幹線の窓がモチーフ。
- あるるくん（愛知環状鉄道）
- 都くん（京都市営地下鉄）
- テット・スカーラ・ダッキー・ケイジー（JR西日本京都駅駅ビルマスコットキャラクター）
- あらんちゃん（京福電気鉄道） - 江ノ島電鉄との姉妹提携マスコットで、えのんくんの妹。一緒に描かれているイラストも多く見られる。
- ウメテツ（京都鉄道博物館）
- おにぎり一家（ツナ吉・梅・鮭太郎・たらこ・たかな・そぼろ・しぐれ）（JR西日本JRふれあいハイキングキャラクター）- おにぎりを擬人化したキャラクター。おにぎりの商品も展開している。イラストレーターのウマカケバクミコがデザイン。
- ストッピー（JR西日本 踏切事故防止啓発キャラクター）
- カンセンジャー（西日本旅客鉄道山陽新幹線統括本部）
- レインボーファミリー（大阪市交通局前マスコット）
  - チカパパ（大阪市営地下鉄）
  - トラムクン（ニュートラム）
- にゃんばろう（大阪市交通局→引退を経て大阪市高速電気軌道）
- ホッピー・スッピー（北大阪急行電鉄）
- ぴょんちゃん・のんちゃん（阪急ハイキング）
- 大杉愛多（南海電気鉄道）
- スーパー駅長たま（和歌山電鐵） - 実在の猫の駅長たまをイラスト化したキャラクター。両備グループの実質的なマスコット。
- ゆうちゃん（神戸市営地下鉄）
- ろっくん（山陽電気鉄道）
- くまなく・たびにゃん（西日本旅客鉄道岡山支社）
- スーパーはくとくん（智頭急行）
- いっちゃん（井原鉄道）
- やっくん＆ももちゃん（西日本旅客鉄道山陰支社・ゆったりやくもマスコット）
- すまいる えきちゃん・れっちゃくん（JR四国） - SHIKOKU SMILE STATIONの一環によるもので、先行して自社の鉄道駅を「○○ えきちゃん」として全面平仮名表記でキャラクター化している。
- ことちゃん・ことみちゃん（高松琴平電気鉄道・ことでんバス） - IruCaのキャラクターとしても使用されている。
- ごめん えきお君（土佐くろしお鉄道阿佐線後免駅） - 土佐くろしお鉄道阿佐線の全ての駅にキャラクターが存在する。詳しくは各駅の記事を参照。
- サニーくん・サンコちゃん（土佐くろしお鉄道中村・宿毛線）
- ごめんくん・い〜のちゃん（とさでん交通）
- ちかまる（福岡市交通局お客様サービス課）[49] - はやかけんのマスコットと兼任
  - メコロ（同局経営企画課）
- ガタンコとゴトンコ（西日本鉄道・西鉄電車）
- ちくまる（平成筑豊鉄道）
- レビット君（甘木鉄道）
- ながにゃん（長崎電気軌道）
- アイミー（熊本電気鉄道） - 鉄道・バスで共通のキャラクター。
- おれんじーず（肥薩おれんじ鉄道）
- ニッチー（JR日南線利用促進連絡協議会）
- バスでん仮面（鹿児島市交通局）
- ゆっぴー（沖縄都市モノレール）
- エコンくん（日本貨物鉄道）
- テッピー・テッピーナ（鉄道の日オフィシャルキャラクター）
- エコてつくん（鉄道でエコキャンペーン）

### バス
- セバスファミリー（日本バス協会）
- きょろたん（北海道バス協会）
- ぎんれいくん（銀嶺バス）
- 元気くん・みやこさん（宮城交通）
- みんくる（東京都交通局、都営バス）[50]
- ノッテちゃん（東急バス）
- きゅんた（小田急バス）
- ピンポン・パンポン（京王バス）
- かんにゃん。（関東バス）
- にしちゅん（西東京バス）
- かわさきノルフィン（川崎市交通局）[51]
- りんたん（川崎鶴見臨港バス）
- けいまるくん（京浜急行バス）
- かなみん（神奈川中央交通）
- えのんくん（江ノ電バス）
江ノ島電鉄と共用だが、当社に所属するものはオレンジベースに変更しているだけであり、バス車体の標準ボディカラーに合わせている。
- パーシちゃん（名阪近鉄バス）
- 京ちゃん（京都市営バス）
- じゅうじゅう（京都市営バス「かわらまち・よるバス」）
- ゆうゆう（京都市営バス「ぎおん・よるバス」）
- バースケ（阪急バス）
- レインボーファミリー（大阪市交通局前マスコット）
  - バスママ（大阪市営バス）
  - アカバスチャン（大阪市営バス「赤バス」）
- 大阪くうこ（大阪空港交通）
- あまっこ（尼崎市交通局）
解散後は本庁に異動し、「尼崎市シティプロモーションキャラクター」の肩書きを持つ。
- ばっしーくん（神戸市営バス）
- シジミくん（松江市交通局）
- ばら子ちゃん（中国バス：仮称）
- 七葉院まゆせ[52]（両備バス）
- らぴっどくん（四国高速バス）
- ババ・バスオ（西日本鉄道・西鉄バス）
- キタッピー（北九州市交通局）
- のりまるファミリー（佐賀市交通局）
- ポポル（長崎県交通局）
- 産太くん（九州産業交通）
前任者は『おもてなしくん』
- のるっちくん・のろっかちゃん（大分バス）
- かめたん（亀の井バス）
- バスカくん（宮崎交通）
以前は宮交バスカのマスコットだったが、廃止に伴い会社全体のマスコットに。
  - 三色仮面（同上）
覆面マスコットである。
- にゃんごくん（南国交通）

横浜市交通局・名古屋市交通局・ことでんバス・熊本電気鉄道については、#鉄道の項目を参照。

### 航空・空港
- じゃりおん（日本航空）
- そらっち（全日本空輸）
- BEAR DO（エアドゥ）
- ジェッ太（ジェットスター・ジャパン）
- 空（くう）（とかち帯広空港）
- はなっぴー（いわて花巻空港）
- クウタン（成田国際空港）
- こまQ（小松空港）
- セントレアフレンズ（なぞの旅人フー、なぞのトリ、なぞの荷物持ち 他）（中部国際空港） - デザインはアランジアロンゾ
- なごぴょん（県営名古屋空港）
- そらやん[53]（大阪国際空港→関西エアポート）
  - カンクン[53]、ブービィ、クーコちゃん（関西国際空港前マスコット）
- うずぴー（徳島空港）
- かもんちゃん（北九州空港）
  - メーテル（北九州空港）
- むっぴー（佐賀空港）
- あそらくん（阿蘇くまもと空港）
- てんくる（天空流）くん（天草空港）
- マーシャルくん（大分空港）
- クーゴくん（宮崎空港）

### 高速道路
- マナーティ（東日本高速道路）
- マンモシ博士（東日本高速道路）
- きたかんつなガールズ （東日本高速道路・北関東自動車道）[54]
- みちまるくん（中日本高速道路）
- つけてケロ（中日本高速道路）
- スピディ（西日本高速道路）
- しんめちゃん（西日本高速道路・新名神高速道路）
- ウェイウェイ（西日本高速道路中国支社）
- ナビコーンくん（西日本高速道路九州支社）
- しゅとこん、しゅとこ（首都高速道路）
- Mr.ETC、ETC2.0くん（首都高速道路）
- もぐらのコージくん（阪神高速道路）
- わたる（本州四国連絡高速道路）
- スマイプル（広島高速道路公社）

### 郵便・宅配便
| キャラクター名                 | 企業                     | 備考                                                                   |
| ------------------------------ | ------------------------ | ---------------------------------------------------------------------- |
| カンガルー（正式名称無し）     | 西濃運輸                 |                                                                        |
| 黒猫（正式名称無し）           | ヤマト運輸               |                                                                        |
| こぐま（正式名称無し）         | 名鉄NX運輸               |                                                                        |
| はこぶくん                     | 佐川急便                 |                                                                        |
| 飛脚                           | 佐川急便                 | 江戸時代の飛脚から現代のセールスドライバーにモデルチェンジされている。 |
| ペリカン（正式名称無し）       | 日本通運                 |                                                                        |
| ぽすくま                       | 日本郵便                 |                                                                        |
| ダックスフント（正式名称無し） | フットワークエクスプレス |                                                                        |

### 貨物運送
| キャラクター名     | 企業                                           | 備考                                                                       |
| ------------------ | ---------------------------------------------- | -------------------------------------------------------------------------- |
| うさぎ（名前なし） | 上組                                           |                                                                            |
| のらくろ           | 丸運                                           |                                                                            |
| トラッキー         | 山陽自動車運送                                 | 同じ阪急阪神東宝グループである阪神タイガースのマスコットキャラクターを起用 |
| トラッコ           | （一社）三重県トラック協会イメージキャラクター |                                                                            |

### 乗車券・乗車カード
- （エゾモモンガ）（Kitaca）
- 仙丸くん（仙台まるごとパス）
- （ペンギン）（JR東日本 Suica） さかざきちはるデザイン。
- （ロボット）（PASMO） 正式な名前はない。
- せたまるくん（せたまる）
- アイカちゃん（ICa）
- （ひよこ）（TOICA） 大小の2羽。正式な名前はない。
- カモノハシのイコちゃん（JR西日本 ICOCA）登場当時は「イコカモノハシ」だった。
- スルットちゃん（スルッとKANSAI）
  - ぴたまる（PiTaPa）- 運用開始10周年の2014年にお披露目され、交通系ICカードのマスコットとしてはかなり遅めであった。
- ぴたポン（OSAKA PiTaPa）[56]
- きっぴぃ（KIPS PiTaPaカード）
- minamo（南海グループカード minapita）
- ピットン・パタピー（KOBE PiTaPa）
- ニコパちゃん（NicoPa）
- くまぴー（PASPY）
- カエルくん・時計（SUGOCA）
- （フェレット）（nimoca） - 今のところ名前はない。
- りゅーとくん、ゆーとくん（新潟交通りゅーと）
- コトットくん、コトットちゃん（ことでんIruCa）
- ですかちゃん（ですか）

## 広告業
| キャラクター名 | 企業     | 備考 |
| -------------- | -------- | ---- |
| びわこぐま     | フエンテ |      |

## 政党・政治団体
| キャラクター名       | 政党                                                     | 備考                   |
| -------------------- | -------------------------------------------------------- | ---------------------- |
| じみたん             | 自由民主党                                               |                        |
| あべちゃん           | 自由民主党公式ゲームアプリ「あべぴょん」登場キャラクター | 現在は運用終了。       |
| コメ助               | 公明党                                                   |                        |
| 日本共産党カクサン部 | 日本共産党                                               |                        |
| こくみんうさぎ       | 国民民主党                                               | 旧党時代から続投。     |
| いしんのしし         | 日本維新の会                                             |                        |
| 民主くん             | 民主党青年局                                             | 民進党結党に伴い引退。 |

## 電波塔・展望タワー
- テレビ父さん（さっぽろテレビ塔非公式キャラ。TVチャンピオンゆるキャラ日本一選手権およびピラメキーノ出演経験あり）
  - タワッキー（さっぽろテレビ塔公式キャラ）
- GO太くん（函館市、五稜郭タワー）
- ぽ〜とくん（千葉県千葉市、千葉ポートタワー）
- ノッポン兄弟（東京都、東京タワー。兄がピラメキーノ出演中（なんてフワフワなんだJAPAN））
- ソラカラちゃん（東京都墨田区、東京スカイツリー）
- ビビッテレくん（名古屋市、名古屋テレビ塔）
- のっぴー（名古屋市、東山スカイタワー）
- たわわちゃん（京都市、京都タワー。めちゃ×2イケてるッ!出演経験あり）
- ビリケン（大阪市、通天閣）
  - 通天閣ロボ（大阪市、通天閣。日本最大の二足歩行ロボ）
- キャプテンタワーくん（神戸市、神戸ポートタワー）
- フータ（福岡市、福岡タワー）
- 別府三太郎（大分県別府市、別府タワー）

## 高層ビル
| キャラクター名 | 所在地/ビル                       | 備考                       |
| -------------- | --------------------------------- | -------------------------- |
| トラのもん     | 東京都港区/虎ノ門ヒルズ           | 森ビルと藤子プロの共同開発 |
| そららちゃん   | 大阪市/田スカイビル空中庭園展望台 |                            |
| あべのべあ     | 大阪市/あべのハルカス             |                            |

## アミューズメント・ゲームセンター
| キャラクター名 | アミューズメント・ゲームセンター | 備考                                                             |
| -------------- | -------------------------------- | ---------------------------------------------------------------- |
| ジスたん       | ファンタジスタ                   | 岡山県倉敷市のゲームセンターのキャラクター。萌えキャラ学会所属。 |

### パチンコ店
| キャラクター名 | 企業                     | 店名                 | 備考 |
| -------------- | ------------------------ | -------------------- | --- |
| ひばりんご     | ヒラオカコーポレーション | ひばり               | 九州で展開するパチンコ店のキャラクター。ツイッターのフォロワーは10,000人を超える。 |
| アイラちゃん   | 株式会社 アイランド      | アイランド           | パチンコ・スロット店『アイランド』のイメージキャラクター。 |
| DJサニー       | 太陽グループ             |                      | |
| Pマン          |                          | パチンコことぶき     | 埼玉県を中心に展開のパチンコ店のキャラクター。 |
| タマちゃん     | 岩下兄弟                 | モナコパレス・銀馬車 | 宮崎県・熊本県にあるパチンコ店のキャラクター。変身してゲッタマンになる他アザラシ型ロボのゲッタマンZがある。名前はパチンコの玉からだと思われ、アザラシのキャラにしたのは、誕生した年にアゴヒゲアザラシのタマちゃんが世間を賑わしてい事によると思われる。数年、CMから姿を消していた(タマちゃんの出ないCMだった。)が、2023年からまたCMに登場している。 |
| パヤ           | 新日邦                   | コンコルド           | 静岡県を中心に展開のパチンコ店のキャラクター。 |
| アイちゃん     | セントラル (遊技業)      | コンコルド           | 愛知県を中心に展開のパチンコ店のキャラクター。 |
| フジ丸         |                          | パチンコスロットフジ | 愛知県を中心に展開のパチンコ店のキャラクター。 |
| ラッピーちゃん | 大松                     | ラッキープラザ       | 愛知県を中心に展開のパチンコ店のキャラクター。 |
| 鷲尾君         |                          | パチンコワシントン   | 宮崎県にあるパチンコ店のキャラクター。 |
| ヤンクル       | 安田屋                   | やすだ               | 関東に展開するパチンコ店のキャラクター。 |
| バージンじゃー | エムズ・ユー             | バージン             | 岡山県に展開する企業のキャラクター。 |
| ビクマっ娘!    | ジョイパック             | ビックマーチ         | 北関東を中心にチェーン展開するビックマーチの店舗ごとに設定された萌えキャラクター。 |

## 遊園地・テーマパーク・観光地
- 清水みぽん（静岡市清水区、三保の松原） -
- 時計大臣（札幌市、札幌時計台）
- 夕張夫妻（夕張市、夕張リゾート）
- カーネル、パーシー、ハック、スクラッチモ（虻田郡留寿都村、ルスツリゾート）
- エクル（秋田市、大森山ゆうえんちアニパ）
- ケロ平（岩手県、平泉）
- ウーピー（那須郡那須町、藤和那須ハイランドパークマスコット）
- まきばくん、みどりちゃん、ゴン太くん、ラビちゃん（那須郡那須町、那須りんどう湖 LAKE VIEWマスコット）
- ニャンまげ（日光江戸村・伊勢戦国時代村）
- トム&マイム（日光市、東武ワールドスクウェア）
- たんばりん（沼田市、たんばらスキーパーク、たんばらラベンダーパーク マスコット）
- ミッキーマウス、ミニーマウスなど（東京ディズニーランドほか世界のディズニーパーク）→ディズニーキャラクター
- ウッディー・ウッドペッカー、ウィニー・ウッドペッカー、チリー・ウィリーなど    (ユニバーサル・スタジオ・ジャパンほか世界のユニバーサルスタジオパーク)
- ドンチャック、ララ（文京区、東京ドームシティアトラクションズ）
- ナジャヴ、ナジャミー（豊島区、ナムコナンジャタウン他）
- ドン・ラー王、サマーくん、ハチ王子、ウッキー1号等（東京サマーランド）
- ハローキティなど（多摩市、サンリオピューロランド・大分県日出町、ハーモニーランド）→サンリオキャラクター
- コチラファミリー（モビリティランド（鈴鹿市、鈴鹿サーキット・栃木県茂木町、ツインリンクもてぎ）、多摩テック）
- ペディー、ポーリー、ロメロ、ドクター・ドック、ウーリー・グランマ、ドルトン、バギー、ボギー、アル・ゴードン、スキッピー、スイッピー、ダンフィー、メルーザ（魔女）（香川県、ニューレオマワールド）
- マーモくん、マーモパパ、マーモママ（富津市、マザー牧場）
- ゆうき、きらら（小山市、小山ゆうえんちおやまゆうえんハーヴェストウォーク）
- ドリちゃん、ランちゃん（横浜市、横浜ドリームランド）
- コスモくん（よこはまコスモワールド）- 観覧車をモチーフ[61]。
- ロンビーくん（大磯ロングビーチ）
- サンちゃん、カー様（阿賀野市、サントピアワールド）
- ガトー・ピート・モルサ（蒲郡市、ラグナシア）
- モンパくん、モンピーちゃん（犬山市、日本モンキーパーク）
- ポテト王子（犬山市、お菓子の城）
- ドンキホーテ、サンチョ・パンサ、ダルシネア、チョッキービビート、アレハンドロ、フリオラニャーナ、トロヴァール（志摩市、志摩スペイン村）
- ピーターくん、デビットくん、ボブくん、リッキーくん、テンダーくん、ホワイティくん（坂井市、芝政ワールド）
- きくりん（越前市、たけふ菊人形）
- かちん太（京都市、東映太秦映画村）
- からす天狗うじゅ、もみじゅ（京都市、太秦映画村・太秦戦国祭り）
- ピピン ハーキン、ポピー ハーケン他（枚方市、ひらかたパーク）
- チューピー、チューリー（倉敷市、鷲羽山ハイランド）
- ラッキー・ラビット、ヴィッキー・ラビット、ヘンドリックス、ハリーザキッド、アントントン、フランク3000、ムニムニ博士、バロン・バーロック、ミス・グッドナイト、グランキ（北九州市、スペースワールド）
- ポートくん（福岡市、博多ポートタワー）
- ビートくん（福岡市、かしいかえん）
- にゃんにゃん丸（嬉野市、肥前夢街道）
- マメルくん、ユメルちゃん（武雄市、メルヘン村）
- ちゅーりー、ルックとルーナ、ベビーちゅーりー、ちゅーりーガール、ルーキーライオン（佐世保市、ハウステンボス）
- ダグリン（志布志市、ダグリ岬遊園地）
- シーゲルン1世、ハート姫、テンダー、うさぎのピンキー、ブレイブ（各地、おもちゃ王国）
- しまじろうなど（各地、しましまタウン）
- おにゃん（おにゃんバラエティ、おにゃんランド）
- シートンくん（名古屋市、名古屋港シートレインランド）

## 博物館・水族館・科学館・動物園・展示施設等
- はっちゃん、ななちゃん、ペン太[62]（おたる水族館）
- タルピー、タルちゃん（石原裕次郎記念館）
- 又三郎（奥州宇宙遊学館）
- 風太くん（千葉市動物公園）
- オルタン（鴨川シーワールド）
- ルーシー[63]（国立科学博物館） - 「ルーシー」の愛称が付いているアウストラロピテクス・アファレンシスをもとにしたキャラクター
- ケラノスケ[64] 国立科学博物館） - 国立科学博物館のマナーキャラクター。トリケラトプスの子ども。
- プカ、ピカ、ポカ（ガスの科学館） - ガスと炎、電気、熱をイメージしたキャラクター
- ファイアー君[65]（消防博物館） - 防火服を着用した男の子のキャラクター
- ぎんちゃん、まるちゃん[66]（地下鉄博物館） - 銀座線と丸ノ内線の車両カラーをモチーフにしたキャラクター
- シーパラシー太（横浜・八景島シーパラダイス）
- ラッピー（電車とバスの博物館）
- かっ・ちゅうくん（渡辺美術館）
- カンちゃん、るくるん（静岡科学館る・く・る）
- ズーボ[67]（東山動物園）
- ひょんたん[68]（兵庫県伊丹市立こども文化科学館）
- ほしまる（兵庫県立西はりま天文台公園）
- スマッピー、ピンキー、ウィンキー（神戸市立須磨海浜水族園）
- あずきさん（あずきミュージアム）
- ふくファミリー（ふく太郎・ふくこ・ふくのすけ）・海里くん・響子ちゃん（市立しものせき水族館 海響館） - 漫画家さくらももこデザイン。男の子と女の子のキャラクターは一般公募により命名された。サンリオがお土産用のキャラクターグッズを製作した。
- トラりん（京都国立博物館）[69]
- こぶんちょさん（国立公文書館）
- ブルル、ピルル（アクアワールド大洗）

## 温泉・温浴施設・スーパー銭湯
| キャラクター名         | 所在地/施設                                     | 備考 |
| ---------------------- | ----------------------------------------------- | --- |
| ゆうゆ                 | 北海道/湯の花                                   | ラッコのキャラクター。 |
| ごくちゃん、らくちゃん | 東京都中央区（全国チェーン）/極楽湯             | 緑色のサルのキャラクター。宮崎店（宮崎県宮崎市）と同じテナント（エースランド）で、同じ階層（2階）にある『KIGURUMI.BIZ』が着ぐるみを制作。              |
| ゆっころ               | 富山県高岡市/陽だまりの湯                       | 黄緑色のタヌキのキャラクター。 |
| なごみちゃん           | 京都市伏見区/伏見力の湯                         | ロハスをイメージしたキャラクターで、名称は一般公募により命名された。                                                                                   |
| 熊（正式名称無し）     | 近畿・四国・九州各地/創裕温浴部門・ぽかぽか温泉 | |
| たっちゃんファミリー   | 兵庫県明石市/明石大蔵海岸龍の湯・天然温泉龍の湯 | 手ぬぐいを頭にのせた龍のキャラクター。館内ではオリジナルのマスコットぬいぐるみが販売されている。たっちゃんの家族（妻・長男・長女）には現在名前はない。 |
| うりっぺ               | 兵庫県丹波篠山市/こんだ薬師温泉ぬくもりの郷     | 猪のキャラクター。館内ではオリジナルのぬいぐるみが販売されている。                                                                                     |
| 城崎泉隊オンセンジャー | 兵庫県豊岡市/城崎温泉のローカルヒーロー         | |
| 八代将軍吉宗くん       | 和歌山県西牟婁郡白浜町/白浜温泉パーク           | 徳川吉宗がモデルになっている。 |
| ももくじら             | 岡山県岡山市北区/天然温泉 大家族の湯            | 桃とクジラを掛け合わせたキャラクター。施設内の風呂にこのキャラクターのオブジェがある。                                                                 |

## イベント

### 博覧会
- ピーター、ウェンディ（1964年ニューヨーク万国博覧会）
- オキちゃん（1975年沖縄国際海洋博覧会）
- シーモア・D・フェア（1984年ニューオーリンズ国際河川博覧会）
- コスモ星丸（1985年科学万博つくば'85）
- エキスポアーニー（1986年バンクーバー国際交通博覧会）
- エキスポオズ（1988年ブリスベン国際レジャー博覧会）
- さいたーマン（1988年'88さいたま博覧会）
- デポちゃん（1989年世界デザイン博覧会）
- ブルアちゃん（1989年横浜博覧会）
- 太平くん、洋子ちゃん（1989年アジア太平洋博覧会）
- アビ丸（1989年海と島の博覧会）- 閉幕後、せとうち銀行のマスコットになるが、合併でもみじ銀行になった際にマスコットとしては供用中止。
- スンピー（1989年SUNPU博'89）
- しらさぎ姫（1989年姫路シロトピア博）
- ロビット（1989年鳥取・世界おもちゃ博覧会。現在はわらべ館マスコット）
- 花ずきんちゃん（1990年大阪花の万博）
- クーロ（1992年セビリア万国博覧会）
- ガット・クリスフォロー（1992年ジェノバ国際博覧会）
- クムドリ（1993年テジョン国際博覧会）
- ワックン（1994年世界リゾート博）
- ミポラ（1994年まつり博三重'94）
- ゆめか、ゆめと（1995年花フェスタ'95ぎふ）-現在は花フェスタ記念公園キャラクター
- こだいちゃん（1995年ロマントピア藤原京'95）-現在は橿原市PRキャラクター
- 東京大使　(1996年世界都市博覧会) - 開催中止。中止決定以前のCMなどでは使用。
- ジル（1998年リスボン国際博覧会）
- リンリン（1999年昆明世界園芸博覧会）
- キララ（1999年全国都市緑化みやざきフェア（グリーン博みやざき））
- トゥイプシー（2000年ハノーバー万国博覧会）
- ユメハッチ（2000年淡路花博）イラストレーター永田萠がデザイン。
- 山口きららバンド（2001年山口きらら博）
- ヒビッキー（2001年北九州博覧祭2001）
- キビタンファミリー（2001年うつくしま未来博）-現在は福島県のマスコットキャラクター
- おてもちゃん （2002年くまもと菓子博2002） - 現在は熊本菓子工業組合のマスコットキャラクター。熊本県の民謡であるおてもやんからデザインされた。手には3色だんごを持っている。一見さくらももこ作品風だが、一般公募によるデザインの為無関係。
  - 姫路菓子博2008でもPR活動を行っていた。
- のたね（2004年浜名湖花博）※現在は浜名湖ガーデンパークのキャラクター
- モリゾーとキッコロ（2005年愛・地球博）
- だいな そうえもん（2007年 - 2008年恐竜大陸）
- フルービー（2008年サラゴサ国際博覧会）
- ひめか（2008年 姫路菓子博2008デザインは東大阪市在住のグラフィックデザイナー駒井瞭）
- おおつ光ルくん（2008年 源氏物語千年紀in湖都大津）
- モザイ（2009年浜名湖立体花博）
- せんとくん（2010年 平城遷都1300年祭）
  - まんとくん、なーむくん（2010年 平城遷都1300年祭・非公式）
- たねまる（2009年 横浜開国博＋Y150・公式）
  - ペリー・テイトくん（2009年 横浜開国博＋Y150・非公式）
- 海宝（2010年上海国際博覧会）
- ヨニ、スニ（2012年ヨス国際博覧会）
- ぽぅ（2013年　まんパク(満腹博覧会)・公式）
- ミャクミャク（2025年関西万博）

### その他
- 千梅ちゃん（歌うキャラクター）
- バスピー&女の子（ひろしまバスまつり）
- はとばくん（Kobe Love Port・みなとまつり）
- 元気くん（神戸まつり） - 以前は「maiちゃん」という女の子のキャラクターだった。市の花あじさいをイメージしたおさげのヘアースタイル・神戸市章をイメージした瞳が特徴で、シンボルマーク柄のドレスを着用していた。
- フィオラ（インフィオラータこうべ） - イラストレーター永田萠がデザイン。
- コーベアー（神戸ファッションウィーク）
- ダンシング☆フェアリーミィヤ!（フローランテ宮崎フラワーフェスタ） - 株式会社グーニーズに所属。テーマソングを影山ヒロノブが歌唱している。姉妹コンテンツで宮崎県のローカルヒーローの『天尊降臨ヒムカイザー』が別会社に分離されたため、自然消滅した模様。
- 京のぞみちゃん（祝祭・京都創生1200年記念祭）
- ひこにゃん（国宝・彦根城築城400年祭キャラクター）
- 茶さん（台湾観光プロモーションイメージキャラクター）
- ドリたん（シンガポール政府観光局日本支局のマスコット）
- はち丸、エビザベス、だなも、かなえっち（名古屋開府400年イメージキャラクター）
- も〜たん（仙台市の牛タン促進キャラクター）
- namazun（浜大津サマーフェスタ）
- ハマこい君（ヨコハマカーニバル）
- やらにゃん（胎内検定のマスコット）
- イズノスケ（伊豆新世紀創造祭）
- きーぼー(安城七夕まつり)
- 江の島さんぽちゃん（江の島観光案内イメージマスコット）

## 地域
| キャラクター名 | 企業 | 備考 |
| -------------- | ---- | ---- |
| 阿蘇マン       | 阿蘇 |      |

## コンピュータ関連

### パソコン・周辺機器
| キャラクター名             | 企業/製品                                                       | 備考                       |
| -------------------------- | --------------------------------------------------------------- | -------------------------- |
| アンテッ子                 | Antec                                                           |                            |
| エナちゃん                 | ENERMAX                                                         |                            |
| ギガバイ子                 | GIGABYTE                                                        |                            |
| コルセアたん               | CORSAIR                                                         |                            |
| すのこタン                 | 有限会社マルダイ/Pure Aluminum すのこタン。                     |                            |
| ソニック・ザ・ヘッジホッグ | セガ/ソニックシリーズ                                           | セガの看板キャラクター。   |
| ピポサル                   | ソニー・インタラクティブエンタテインメント/サルゲッチュシリーズ |                            |
| へべ                       | サンソフト/へべれけシリーズ                                     |                            |
| マリオ                     | 任天堂/マリオシリーズ                                           | 任天堂の看板キャラクター。 |

### OS・ソフトウェア・アプリケーション
- コニー、ブラウン、ムーン、ジェームス（LINE）
- タックス (Linux)
- BSDデーモン (BSD)
- ウィルバー (GIMP)
- デューク (Java)
- ヌー (GNU)
- Konqi (KDE)
- キキ[71] (Krita)
- ノートンファイター（シマンテック）
- 窓辺ななみ (Microsoft Windows 7) - 非公式
- クラウディア・窓辺 (Microsoft Windows Azure)

### インターネット

#### プロバイダ
| キャラクター名   | 企業/サービス                | 備考                       |
| ---------------- | ---------------------------- | -------------------------- |
| ブルーガチャムク | UQコミュニケーションズ/WiMAX | 青いガチャピンと青いムック |
| ワイファイ君     | コミュファ                   |                            |
| ざっくぅ         | J:COM/ZAQ                    |                            |

#### 動画配信サイト
| キャラクター名       | サイト名     | 備考 |
| -------------------- | ------------ | ---- |
| ニコニコテレビちゃん | ニコニコ動画 |      |

#### 電子掲示板
| キャラクター名 | 掲示板名    | 備考                                  |
| -------------- | ----------- | ------------------------------------- |
| モナー         | 2ちゃんねる | アスキーアートのモナーがモチーフ      |
| 404 girl       | 4chan       | 『よつばと!』の小岩井よつばがモチーフ |

#### その他サイト
| キャラクター名                             | 企業/サイト                    | 備考              |
| ------------------------------------------ | ------------------------------ | ----------------- |
| ニワンゴ、ニワンゴたん                     | 株式会社ニワンゴ               |                   |
| ぐっぴょん、シャモ、ちょっぴ、パリンちゃん | キッズgoo                      |                   |
| フォクすけ                                 | Mozilla Firefox                | Mozilla Japan限定 |
| グルト                                     | Google                         |                   |
| ちょびんくん                               | ちょびリッチ                   |                   |
| まぐまぐちゃん                             | まぐまぐ                       |                   |
| ズィーブヨウクニ                           | 私のニュースおよびバカニュース |                   |
| まぴたん                                   | Mapion                         | 2003年まで使用    |
| 不機嫌なジョゼ                             | タンポポラボ                   |                   |
| けんさくとえんじん                         | Yahoo! JAPAN                   |                   |

## 教育

### 英会話・習い事・資格
| キャラクター名           | 企業           | 備考 |
| ------------------------ | -------------- | ---- |
| NOVAうさぎ               | NOVA           |      |
| なぁ～にちゃん、ぷっぷる | ヤマハ音楽教室 |      |
| こと犬                   | ことわざ検定   |      |

### 通信教育
| キャラクター名   | 企業/講座                                               | 備考 |
| ---------------- | ------------------------------------------------------- | ---- |
| はなまる         | 学研の小学講座                                          |      |
| 部長・主任       | ベネッセコーポレーション/進研ゼミ（小学講座・中学講座） |      |
| コラショ         | 進研ゼミ小学講座                                        |      |
| しまじろうなど   | こどもちゃれんじ（旧：進研ゼミこども講座）              |      |
| ユーキャンキャン | ユーキャン                                              |      |

### 自動車教習所
| キャラクター名                                           | 教習所                             | 備考 |
| -------------------------------------------------------- | ---------------------------------- | ---- |
| Pikku                                                    | 武蔵境自動車教習所、坂出自動車学校 |      |
| ぴんくる                                                 | 富山県自動車学園                   |      |
| カーくん                                                 | 鳥栖自動車学校                     |      |
| ひまわりくん                                             | 八街自動車教習所                   |      |
| はまっピー                                               | 浜名湖自動車学校                   |      |
| ヨジガ君                                                 | 米子自動車学校                     |      |
| かめライダー                                             | 南福岡自動車学校                   |      |
| けんちゃん、なんちゃん、きたちゃん、きょうかん、いばっち | 茨城けんなん自動車学校             |      |

### 学校法人
| キャラクター名 | 法人     | 備考 |
| -------------- | -------- | ---- |
| エンジェル君   | 神村学園 |      |

### 専修学校
| キャラクター名                           | 校名                           | 備考 |
| ---------------------------------------- | ------------------------------ | ---- |
| トーキー、アカディ、ヘアード、ビーティー | 東京美容専門学校               |      |
| ロン君                                   | 愛媛県美容専門学校             |      |
| くーちゃん                               | リハビリテーションカレッジ島根 |      |
| ラビー                                   | 日本児童教育専門学校           |      |
| もろこし君                               | 九州環境福祉医療専門学校       |      |

### 高等専門学校
| キャラクター名 | 校名                   | 備考                                   |
| -------------- | ---------------------- | -------------------------------------- |
| メカアゴ君     | 佐世保工業高等専門学校 |                                        |
| クシローネ     | 釧路工業高等専門学校   | [ 72 ]                                 |
| 情太郎         | 釧路工業高等専門学校   | 元・情報工学科のマスコットキャラクター |

### 高等学校
- グローバニー（大阪国際滝井高等学校）
- ジョディさん（鹿児島城西高等学校）
- みえびぃ（全国高総文祭みえ09マスコットキャラクター）
- ぎんにゃん（滋賀県立彦根東高等学校公式キャラクター）
- ろいっぴー（静岡県立袋井高等学校）
- ハニア（全国高総文祭みやざき2010マスコットキャラクター）
- あらぽん（静岡県立新居高等学校）
- まつえもん（兵庫県立高砂高等学校）
- ミナミレンジャー（兵庫県立高砂南高等学校）
- くらっこ（岡山県立倉敷工業高等学校）
- 商吉（栃木県立栃木商業高等学校）[73]

### 中学校
| キャラクター名          | 校名               | 備考 |
| ----------------------- | ------------------ | ---- |
| にっちい君              | 玉野市立東児中学校 |      |
| Yマン                   | 高岡市立芳野中学校 |      |
| かおるくん さくらちゃん | 茨城町立青葉中学校 |      |

### 小中一貫校
| キャラクター名 | 校名                                   | 備考 |
| -------------- | -------------------------------------- | ---- |
| 一貫くん       | 熊本市立富合小学校・熊本市立富合中学校 |      |

### 中高一貫校
| キャラクター名                             | 校名                             | 備考 |
| ------------------------------------------ | -------------------------------- | ---- |
| ジャンプ君                                 | 宮崎第一中学校・高等学校         |      |
| ピンキーバーディー                         | 大阪国際大和田中学校・高等学校   |      |
| りょう・みさき・カッパルン・アクタガワ先輩 | 東京都立両国高等学校・附属中学校 |      |

### 小学校
| キャラクター名 | 校名                   | 備考 |
| -------------- | ---------------------- | ---- |
| みどりん       | 板橋区立志村坂下小学校 |      |
| にしかんキング | 高槻市立西大冠小学校   |      |
| この葉ちゃん   | 豊中市立北丘小学校     |      |
| ワン桜くん     | 水戸市立見川小学校     |      |
| 青葉ちゃん     | 茨城町立青葉小学校     |      |
| あさひ君       | 朝日塾小学校           |      |

### 幼稚園
| キャラクター名   | 園名                 | 備考 |
| ---------------- | -------------------- | ---- |
| ピュアフレッキー | 大阪国際大和田幼稚園 |      |

### 児童会館
| キャラクター名         | 会館           | 備考 |
| ---------------------- | -------------- | ---- |
| はっちゃん、ななちゃん | 東京都児童会館 |      |

## 宝くじ
| キャラクター名 | 企業       | 備考 |
| -------------- | ---------- | ---- |
| イッセンマン   | ミニロト   |      |
| クーちゃん     | 宝くじ全般 |      |
| ケズリス       | スクラッチ |      |

## 防衛
| キャラクター名                                               | 所属                   | 備考 |
| ------------------------------------------------------------ | ---------------------- | ---- |
| 自衛隊岡山地方協力本部三人娘（吉備桃恵、瀬戸水葡、備前愛梨） | 自衛隊岡山地方協力本部 |      |
| カメロン                                                     | 御前崎分屯基地         |      |

## 芸能

### 芸能事務所
- キューちゃん（CREATIVE OFFICE CUE）[76]
- ミミー、ほえやま君（アミューズ）[77][78]